# Gestion des déchets dans le Grand Est

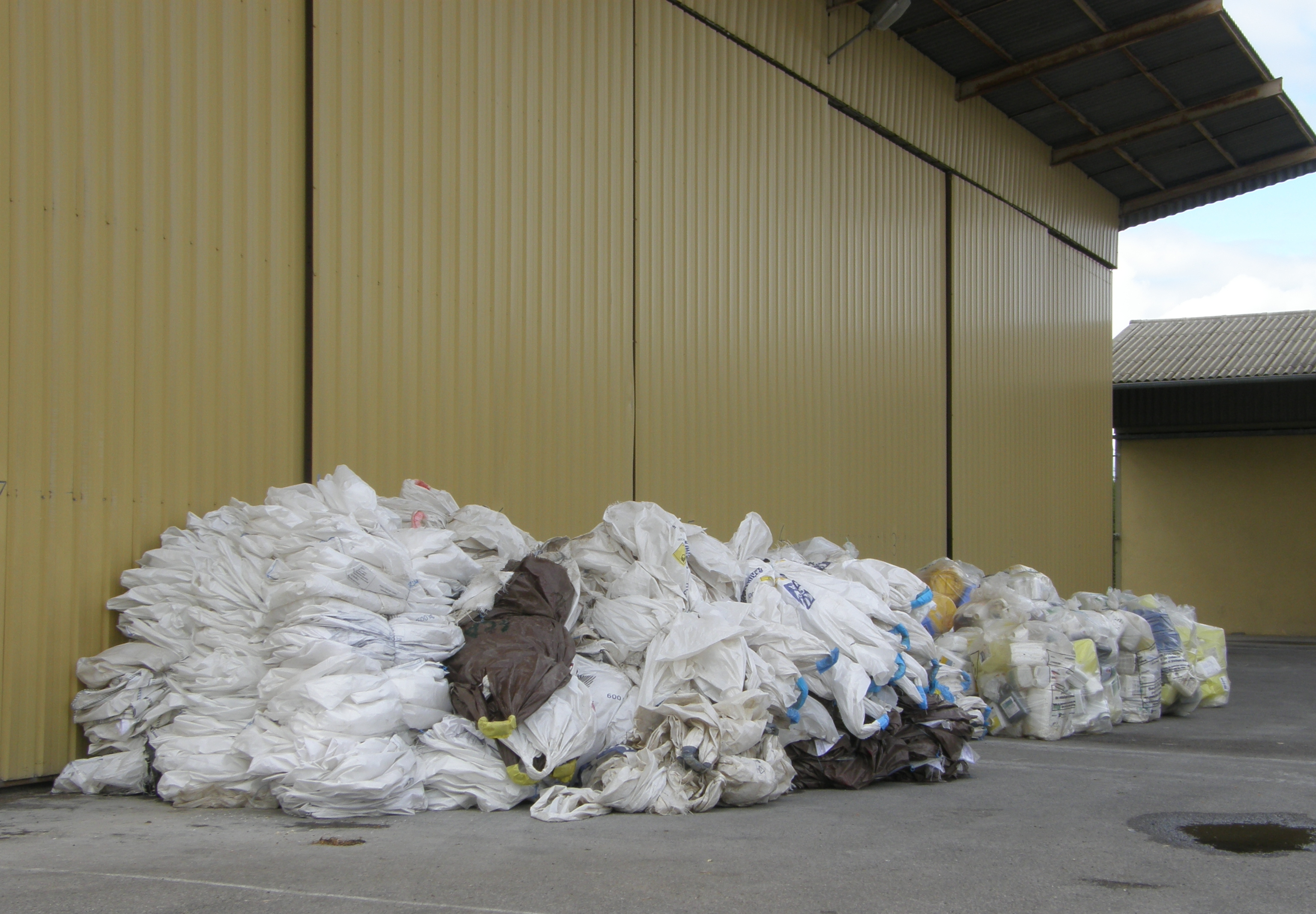
Collecte de plastiques agricoles à Damvillers dans la Meuse.

En moyenne, chaque habitant du Grand Est produit 538 kg de déchets ménagers assimilés par an,. La gestion des déchets dans le Grand Est revêt une grande importance. Les lieux d’implantation de décharges (appelées installations de stockage de déchets non dangereux ou ISDND) doivent être mûrement choisis. Ainsi, par exemple, la plaine d'Alsace n'est pas propice à l'implantation de décharges, en raison de la présence de la plus grande nappe phréatique d'Europe, qui serait vite polluée par les lixiviats. Il est à noter que la décharge de Hochfelden recèle en profondeur des fûts de lindane (pesticide cancérigène), qui n’auraient jamais dû s’y trouver, et fait l’objet d’une surveillance particulière, en particulier pour garantir la qualité de l’eau de la Zorn voisine. En fait, la pollution de la nappe au lindane concerne aussi les communes de Wintzenheim (dont une partie ouest de Colmar), de Sierentz et d'Huningue. Les rivières et les fleuves constituent des vecteurs de transport de plastiques jusqu'aux océans. Ainsi, selon l'université de Bâle, le Rhin rejette à la mer 191 millions de particules de plastique flottantes chaque jour,.
Les incinérateurs, dont le grand Est est richement doté, génèrent eux-mêmes des déchets, que constituent les mâchefers à hauteur de 30 % et les résidus d'épuration des fumées d'incinération des ordures ménagères à hauteur de 5 %. Les mâchefers finissent en décharge, ou dans les constructions routières, comme c’est le cas du boulevard Wilson à Reims, même s’ils ne sont pas exempts de risques sanitaires. Quant aux résidus d'épuration des fumées d'incinération des ordures ménagères, il n’y a pas de doute sur leur dangerosité, car ils sont stockés dans les installations de stockage de déchets dangereux (ISDD). En outre, selon l’association Zéro déchet France, l’énergie thermique récupérée dans les incinérateurs est faible au regard de l’énergie grise que recèlent les déchets. L’association Zéro Déchet Strasbourg, membre d’Alsace Nature, met en exergue la sobriété. StocaMine, située sous la nappe phréatique d'Alsace, et construite sur le modèle de la décharge souterraine d'Herfa-Neurode, est aujourd'hui fermée. Seuls des déchets inertes auraient dû y être accueillis, tel n’a pas été le cas, puisqu’un incendie s’est produit. Les opposants de Cigéo la prennent comme exemple de décharge où la réversibilité du stockage promise ne semble plus être de mise.
La méthanisation semble bien se développer sur le territoire du Grand Est. Des sites d’injection du biogaz dans le réseau sont construits. Le tri mécano-biologique, qui assure la production du biogaz, est à éviter car le compost, de piètre qualité, finit majoritairement en décharge. La valorisation agricole du compost, avec ou sans production de biogaz, est un enjeu majeur dans un monde où la pénurie de phosphore est avérée. Une fois par an, la ville de Colmar offre une paire de poules à tous ceux qui en font la demande, à condition qu'ils disposent d'un jardin : c'est un moyen efficace de valoriser les déchets alimentaires.
Certains déchets nucléaires restent dangereux pendant des dizaines de milliers d'années ; la France songe à les stocker dans son sous-sol, dans le cadre du projet Cigéo.

## Installations de stockage de déchets non dangereux
Les ISDND de la région accusent un déséquilibre en termes de répartition géographique. La Moselle présente une surcapacité, tandis que l'Alsace dispose de peu de décharges, eu égard à sa population. Cette disparité s’explique souvent par la disponibilité des terrains, et la nature de la roche-mère. Ainsi, la plaine d'Alsace n'est pas propice à l'implantation de décharges, en raison de la présence de la nappe phréatique rhénane.
Il est à noter que bien souvent, le gaz des décharges est récupéré, puis brûlé en torchère, car le CO2 a un effet de serre moindre que celui du méthane.
| Département | Commune                            | Déchets stockés en 2010 (en t) | Déchets stockés en 2015 (en t) | Année de fin d'autorisation |
| ----------- | ---------------------------------- | ------------------------------ | ------------------------------ | --------------------------- |
| 08          | Sommauthe                          | 55 229                         | 65 389                         | 2017                        |
| 08          | Éteignières                        | 119 525                        | 106 421                        | 2038                        |
| 10          | Bar-sur-Seine                      | 5 100                          | 3                              | 2018                        |
| 10          | Montreuil-sur-Barse                | 104 953                        | 92 166                         | 2021                        |
| 10          | Saint-Aubin                        | 79 018                         | 53 868                         | 2033                        |
| 51          | Huiron                             | 84 304                         | 39 456                         | 2027                        |
| 51          | Beine-Nauroy                       | 0                              | 31 435                         | 2031                        |
| 54          | Conflans-en-Jarnisy                | 129 480                        | 92 808                         | 2018                        |
| 54          | Mousson Lesménils                  | 119 427                        | 65 477                         | 2017                        |
| 55          | Pagny-sur-Meuse                    | 58 035                         | 48 827                         | 2017                        |
| 55          | Romagne-sous-Montfaucon            | 33 179                         | 4                              | 2031                        |
| 57          | Flévy                              | 118 295                        | 97 790                         | 2017                        |
| 57          | Hesse                              | 22 206                         | 19 986                         | Fermé en 2015               |
| 57          | Aboncourt                          | 51 768                         | 119 476                        | 2023                        |
| 57          | Téting-sur-Nied                    | 188 008                        | 199 032                        | 2026                        |
| 57          | Montois-la-Montagne                | 31 989                         | 290                            | 2027                        |
| 67          | Hochfelden (pollution au lindane,) | 79 734                         | 49 990                         | Fermé en 2016               |
| 67          | Weitbruch                          | 9 253                          | 8 571                          | 2021                        |
| 67          | Châtenois                          | 20 705                         | 18 231                         | 2022                        |
| 67          | Wintzenbach                        | 28 128                         | 24 671                         | 2026                        |
| 68          | Retzwiller                         | 135 003                        | 72 203                         | 2024                        |
| 68          | Bergheim                           | 0                              | 3 581                          | 2031                        |
| 88          | Villoncourt                        | 0                              | 52 628                         | 2024                        |
| 88          | Ménarmont                          | 88 535                         | 0                              | Fermé en 2011               |

Dans le Bas-Rhin, la décharge d'Eschwiller est fermée en 2009. Niederbronn-les-Bains va accueillir un centre de stockage de l'amiante après 2016,.
Dans le département des Vosges, un collectif de riverains s'inquiète de la possibilité d'« accueillir [à Villoncourt] des déchets des départements voisins », en particulier des départements alsaciens.
Dans le département des Ardennes, à Éteignières, un test de Landfill mining (en) est en cours. Il consiste à récupérer les déchets enfouis depuis plusieurs années, afin d’en valoriser une partie (ferraille, plastiques, etc.). Cette opération permet de libérer du vide de fouille, tout en réhabilitant l’alvéole pour une meilleure imperméabilité.
L'ISDND de Châtenois, aujourd'hui fermé, rejette 1,5 g de PFAS (prononcer pi-fass à l'anglaise) par litre d'effluent.

## Installations de stockage de déchets inertes
La région comporte 68 installations de stockage de déchets inertes (ISDI), qui recueillent notamment des déchets du BTP.

## Installations de stockage de déchets dangereux
On trouve des installations de stockage de déchets dangereux (ISDD) à Jeandelaincourt et Laimont.
StocaMine, située sous la nappe phréatique d'Alsace, et construite sur le modèle de la décharge souterraine d'Herfa-Neurode, est aujourd'hui fermée. Les 42 000 tonnes de déchets restent définitivement enfouies. La ministre de l'environnement déclare qu'« il faudra que l’on tire des leçons de l’Histoire, une leçon de ce qu’il s’est passé, une leçon sur la parole de l’État et l’utilisation du mot réversibilité. [Elle croit] qu’il faut bannir à tout jamais ce mot ».
Des déchets chimiques ont été déversés dans les puits de pétrole de Pechelbronn. Ils font l'objet d'une surveillance de la part du Bureau de recherches géologiques et minières.
La région héberge également SECOIA, installation chargé de détruire les munitions anciennes, qui, pour la majorité d'entre elles, polluent les fonds marins.

## Incinérateurs
En 2017, l'incinération des déchets dans le Grand Est a produit de la chaleur à hauteur de 826 GWh, et de l'électricité à hauteur de 194 GWh. Les statistiques opèrent la distinction entre la part renouvelable de l'incinération (EnR) et la part non renouvelable (non EnR). Cette distinction, quelque peu artificielle, disparaît avec le concept d'« énergie renouvelable et de récupération » (EnR&R), la part non EnR étant valorisée grâce à la récupération. Parmi les régions françaises, le Grand Est se hisse à la deuxième place en 2020, avec 1 395 GWh de chaleur EnR&R issue de l'incinération. Le SRADDET du Grand Est place l'incinération en pénultième place dans la hiérarchie des modes de traitement des déchets. L’association Zero Waste France, quant à elle, considère que l’énergie thermique récupérée dans les incinérateurs est faible au regard de l’énergie grise que recèlent les déchets, à tel point que dans la hiérarchie du « zéro déchet », telle qu'elle est définie par Zero Waste Europe, l'incinération figure en dernière place.
En Alsace se trouvent quatre incinérateurs en fonctionnement, à savoir deux dans le Bas-Rhin et deux dans le Haut-Rhin. En Champagne-Ardenne, trois incinérateurs sont en fonctionnement. En Lorraine, on en dénombre quatre. Le boulevard Wilson à Reims a été entièrement refait à partir de mâchefers. À Malmerspach, la société Cyclamen devait construire une installation de séparation de l'aluminium et du cuivre à partir des mâchefers d'usines d'incinération. Ils extraient entre 10 et 20 kg de métaux non ferreux par tonne de mâchefer. Mais le projet est finalement abandonné. Le but de la région est de valoriser 70 % des mâchefers, en particulier sous forme de sous-couche routière.
Les déchets d'activités de soins à risques infectieux et assimilés disposent d'une filière spéciale. Ils sont incinérés entre autres à Ludres et Tronville-en-Barrois. En période de pandémie, leur gestion revêt une importance toute particulière.
À la Chapelle-Saint-Luc (près de Troyes), un incinérateur est en projet.
La liste exhaustive des onze incinérateurs de la région peut être dressée par département :
- Bas-Rhin
  - Strasbourg
  - Schweighouse-sur-Moder (près de Haguenau)
- Haute-Marne
  - Chaumont
- Haut-Rhin
  - Colmar
  - Sausheim (près de Mulhouse)
- Marne
  - La Veuve (près de Châlons-en-Champagne)
  - Reims
- Meurthe-et-Moselle
  - Ludres (près de Nancy)
- Moselle
  - Metz
- Département des Vosges
  - Rambervillers
- Meuse
  - Tronville-en-Barrois

À Strasbourg, un incinérateur de déchets dangereux est implanté au port du Rhin.
La station d'épuration de Strasbourg-La Wantzenau est équipée d'un incinérateur. 

### Combustibles solides de récupération
L'entreprise Blue Paper à Strasbourg est autorisée à valoriser thermiquement les refus de procédés de son usine, ce qui correspond à environ de 20 000 à 25 000 tonnes par an. Ce mélange de fibres de bois, de plastiques ou encore textiles prend le nom de combustible solide de récupération (CSR),,.
Le site industriel Alsachimie de Chalampé sera approvisionné en CSR, préparés dans une usine sise à Pfastatt.

## Méthanisation
En 2017, huit sites de méthanisation ont permis d'injecter 74 GWh dans le réseau de gaz. La méthanisation a également autorisé la production de 256 GWh d'électricité et de 384 GWh de chaleur.
La station d'épuration de Strasbourg-La Wantzenau (la plus grande de la région), produit du biogaz qu'elle injecte ensuite dans le réseau de gaz,. Les boues, une fois incinérées, finissent en décharge. À Sausheim, en plus du biogaz, le phosphore sera récupéré.
Les stations d'épuration industrielles, qui traitent majoritairement les effluents des usines à papier, produisent des boues qui sont valorisées dans la majorité des cas, en particulier dans l'agriculture. En revanche, les boues des stations d'épuration urbaines peuvent contenir des polychlorobiphényles (PCB), des hydrocarbures aromatiques polycycliques, du cuivre ou encore du zinc. C'est la raison pour laquelle une partie de ces boues finissent incinérées ou en décharge, comme à Strasbourg.
Selon l'Agence de l'environnement et de la maîtrise de l'énergie Grand Est (ADEME Grand Est), la méthanisation commence à se développer. 
La part de biogaz injecté dans le réseau devrait passer de 1,7 à 8,0 TWh/an entre 2018 et 2023. Dans le cadre de la fermeture de la centrale de Fessenheim, GrDF se donne entre autres l'objectif concret de créer 50 unités de méthanisation d'ici 2030 dans le Haut-Rhin. Toujours selon l'ADEME, le Grand Est pourrait produire d'ici 2050 du gaz renouvelable en grande quantité, sous forme de biogaz et de syngaz. Les réseaux électrique et de gaz iront vers une interdépendance toujours croissante, au travers de la méthanation selon le procédé power to gas, qui concerne presque exclusivement la Champagne-Ardenne en raison du fort développement de l'énergie éolienne champenoise.
Le Grand Est compte désormais treize sites où le biogaz est injecté dans le réseau, ce qui correspond à 174 GWh/an. D'ici trois ans, 118 nouveaux projets pourraient émerger,. Pour l'Agence internationale de l'énergie (AIE), le biogaz constitue un « énorme potentiel ».
Une note de l’Agence de l'eau Rhin-Meuse, datée du 25 juin 2019, décrit « des dégradations significatives de la qualité des ressources en eau [probablement] liées à ce développement [de la méthanisation] ». Incidemment, la station d’épuration du Syndicat mixte du bassin de l’Ehn à Meistratzheim rejette 15,5 g de PFAS (prononcer pi-fas à l'anglaise) par litre d’effluent.

## Radioactivité naturelle

### Anciennes mines
Il existe une ancienne mine d'uranium à Saint-Hippolyte, au lieu-dit Teufelsloch.

### Radioactivité naturelle renforcée
Le problème de la radioactivité naturelle renforcée se pose également. C'est ainsi que les cendres de charbon sont dix fois plus radioactives que le charbon lui-même. L'association allemande Robin Wood a dressé la liste des sites où s'amoncellent les cendres de charbon,. Il s'agit de Strasbourg (Réserve naturelle nationale de l'île du Rohrschollen), Atton/Blénod, Porcelette, Richemont, Rouhling/Sarreguemines et Woippy. À Woippy, la fosse aux Joncs qui couvre 12 ha recèlerait selon Robin Wood 20 t d'uranium 238 et 20 t de thorium 232, dont les demi-vies vont au-delà des quatre milliards d'années.

## Déchets nucléaires

### Centres de stockage en surface
Le stockage des matières nucléaires s'effectue sur deux sites :
- Centre de stockage de Morvilliers (Cires) ;
- Centre de stockage de l'Aube (CSA).

### Stockage géologique
La France envisage de stocker en couche géologique profonde ses déchets de haute et moyenne activité à vie longue (HAVL) à Bure, entre Champagne et Lorraine.
La consommation d'électricité s'élèvera entre 0,26 et 0,3 TWh/an. Les volumes à enfouir, évalués à 310 000 m3, équivalent à celui de 99 piscines olympiques. Les volumes à excaver représentent 2 240 piscines olympiques, ce qui suscite l'inquiétude de plusieurs associations de protection de l'environnement du Grand Est. Selon Hervé Kempf, de Reporterre, il faut remettre à plat le traitement du combustible nucléaire usé, qui conduit à la création de cinq types de déchets (les actinides mineurs, le plutonium, le MOX usé, l’uranium de retraitement ainsi que le combustible uranium usé), rediscuter les conditions de stockage des déchets à l'usine de retraitement de la Hague,.

#### Développement économique
Selon l'Autorité environnementale, la possibilité de « ne pas développer démographiquement le territoire » doit être envisagée.
Un réseau lié à la gestion des déchets nucléaires se met en place dans la région. Ainsi, une plate-forme logistique de transit de matières et déchets nucléaires est implantée à Void-Vacon,. Le conseil départemental de la Haute-Marne, par ailleurs favorable au projet Cigéo, s'oppose à l'implantation d'une blanchisserie (en remplacement de la laverie de l'usine de la Hague), qui nuirait à l'image du département,. Mais ce projet ne devrait pas aboutir. France Nature Environnement demande que la base de maintenance Cyclife (filiale d’EDF), installation destinée à l’entretien de l’outillage de maintenance des centrales nucléaires et implantée à Saint-Dizier, relève du classement en Installation nucléaire de base.

### Valorisation des métaux issus du démantèlement
Sur le site de l'ancienne centrale nucléaire de Fessenheim, le démantèlement va durer une vingtaine d'années,. EDF envisage d'y implanter une unité de valorisation des métaux issus du démantèlement des centrales nucléaires. Seuls 10 % des déchets générés par l'énergie nucléaire sont classés comme déchets radioactifs, les 90 % restants ne le sont pas, ou présentent un niveau de radioactivité suffisamment faible pour être réutilisés et recyclés. C'est le cas de la plupart des métaux. Une fois fondus, les métaux peuvent être recyclés,,, ce qui soulagerait le Cires, à Morvilliers.
L'association Alsace Nature estime que la fonderie « produira des rejets toxiques [et] nécessitera un trafic intense de convois exceptionnels ». Elle s'oppose au défrichement de la forêt de Nambsheim, préalable au projet de technocentre. L'expert en sûreté nucléaire Tristan Kamin regrette l'obstruction que mènent les associations écologiques contre ce projet.